# Zacharias Calil
Zacharias Calil Hamu (Goiânia, 5 de novembro de 1953) é um médico e político brasileiro, filiado ao União Brasil (UNIÃO). Em 2018, foi eleito deputado federal por Goiás com 151.508 (5,00% dos válidos) dos votos válidos.

## Atuação na medicina
O cirurgião pediátrico mundialmente conhecido por cirurgias de separação de gêmeos xifópagos, começou em 1999 com a separação inédita das gêmeas, Larissa e Lorraine, no Hospital Materno-Infantil, em Goiânia, em uma situação muito complicada. Unidas pela bacia e parte do tronco, elas compartilhavam diversos órgãos vitais, tinham apenas três pernas e uma série de complicações. Emissoras de televisão estrangeiras também reportaram com o médico. – 
| “ | Eu dei entrevistas para o mundo todo e acabei viajando também para ajudar algumas crianças. Uma vez tive que ir ao México para ver um caso e acabei trazendo os gêmeos para Goiânia para serem operados. Isso foi bom porque mostrou o trabalho dos goianos para o mundo. | ” |